# Гвозданско
Гвозданско (хорв. Gvozdansko, серб. Гвозданско) — село в центральной Хорватии, в жупании Сисачко-Мославачка. Административно подчиняется общине Двор. Лежит на полпути между Глиною и Двором. По данным переписи 2001 года, село насчитывало 69 жителей, в основном хорватов. Перепись 2011 года показала, что в селе проживает 42 жители.
Над селом возвышаются остатки хорватского замка, построенного хорватскими вельможами рода Зриньски в XV веке.

## История
Упоминается в 1488 году как владение семьи Зриньски. Основанный ещё 1334 года Гвозданский приход был восстановлен в 1769 году. Гвозданско было важным стратегическим оборонным пунктом, щитом против турецкого нашествия с востока. С 1571 по 1577 годы турецкие захватчики, усиленные влахами, совершили четыре безуспешные нападения на этот старинный форт, тремстам защитникам которого (50 воинам Зриньски и 250 крестьянам, рудокопам и женщинам с детьми) каждый раз удавалось выстоять. Когда,, 20 октября 1577 пал родной город Зриньского, крепость Зрин, Гвозданско осталось единственной преградой на пути турок в центральную Хорватию и далее в Европу. Только после пятимесячной осады, 13 января 1578 года 10-тысячное османское войско захватило укрепление. Пораженный стойкостью изнеможенных, находящихся без еды, воды и дров для обогрева, но так и не побежденных защитников замка, командир турецкого войска Ферхад-паша распорядился найти католического священника, чтобы похоронить мертвых защитников по христианскому обычаю с воинскими почестями.
Пережив турецкое иго, хорватские католики в 1796 году восстановили местную церковь Св. Филиппа и Иакова. Об героической обороне Гвозданского замка хорватский политик и писатель Анте Тресич Павичич в 1937—1940 годах написал поэтический эпос.
Во Вторую мировую войну село стало местом массового убийства, совершенного в отношении местных хорватов «антифашистами», в 1941 году. Тогда было сожжено церковь Св. Филиппа и Иакова, которая была восстановлена только в 1963 году, а затем снова разрушена в 1991 году, когда на деревню напали «четники», убив трех местных хорватов.

## Ссылка
- Официальный сайт общины Двор (хорв.)